# Aeroportul Miles City
Aeroportul Miles City (IATA: MLS, ICAO: KMLS, FAA LID: MLS) este un aeroport din Montana, Statele Unite ale Americii ce deservește zona Miles City⁠(d). Aeroportul a fost tranzitat în 2019 de 34 de pasageri. A fost numit după zona deservită.
Situat la o altitudine de 802 m, aeroportul dispune de 2 piste.

## Infrastructură

### Piste
Aeroportul dispune de 2 piste. Pista 04/22 are suprafața de asfalt și dimensiunile 5.680 picioare × 75 picioare. Pista 13/31 are suprafața de asfalt și dimensiunile 5.623 picioare × 100 picioare. 